# 氰化金
氰化金（Auric cyanide），化學式为Au(CN)3，黃紅色晶體，加熱昇華，溶於熱水、乙醇及乙醚。剧毒。可供製瓷器佣金色顏料，鍍金及醫藥用途。

## 脚注
1. ↑  Acute poisoning with gold cyanide.